# James Collip
James Bertram Collip (Belleville, 20 de novembro de 1892 — 19 de junho de 1965) foi um bioquímico canadense.
Fez parte do grupo de Toronto que isolou a insulina. Foi catedrático do Departamento de Bioquímica da Universidade McGill, de 1928 a 1941, e decano de medicina da Universidade de Ontário Ocidental, de 1947 a 1961.